# 斯特尼基公園
斯特尼基公園（波蘭語：Szczytnicki Park）是位於波蘭弗羅茨瓦夫的一座公園。斯特尼基公園首次被提到是在1204年。在18世紀，斯特尼基公園就已經很受歡迎。現在斯特尼基公園內最著名的景點是日本花園和木質教堂。